# Schober (Einheit)
Schober war ein deutsches Stückmaß für Stroh in Nürnberg. Für den Begriff Bund oder Garbe wurde oft der Begriff die Schütt verwendet (Rechnungen, Statistiken). Das Schütten- oder Schüttstroh war ein Bündel gebundenes ausgedroschenes (nicht zerrüttetes, oberbayrisch die Schütt) Langstroh.
- 1 Schober = 60 Bund/Garben Stroh
- 1 Schöberlein = 10 Bund/Garben Stroh

Für Österreich galt:  
- 1 Sichling = 2–8 Garben
- 1 Docke = 8–15 Garben
- Untersteiermark: 1 Huntas = 24–25 Schöber/Schober Heu